# John Tuzo Wilson
John Tuzo Wilson (Ottawa, 24 ottobre 1908 – Toronto, 15 aprile 1993) è stato un geologo e geofisico canadese, noto per essere uno dei padri della teoria della tettonica a zolle.

## Biografia
Figlio di un ingegnere scozzese emigrato in Canada, nel 1930 si laureò in geofisica all'Università di Toronto, primo laureato in geofisica in una università canadese. Si perfezionò poi all'Università di Cambridge, e nel 1936 ottenne un dottorato in geologia all'Università di Princeton. Nel triennio 1936-1939 lavorò alla Commissione Geologica Canadese (Geological Survey of Canada) e, allo scoppio della II guerra mondiale, si arruolò nella marina militare canadese raggiungendo il grado di capitano di vascello. Nel 1946 divenne professore di geofisica all'Università di Toronto. Rimase all'Università di Toronto, di cui fu anche rettore, fino al pensionamento (1974); dopo di che ricoprì fino al 1985 l'incarico di direttore dell'Ontario Science Centre, il museo delle scienze di Toronto.

## Ricerca

### Punti caldi
Nel 1963 Wilson sviluppò uno dei concetti fondamentali della tettonica a zolle, con la sua ipotesi sull'origine dei punti caldi (in lingua inglese hot spot), formazioni vulcaniche attive per lunghissimi periodi di tempo collocate nel mezzo delle placche, anziché ai confini di esse come prevede la teoria generale. Wilson ipotizzò che il magma originasse da una colonna di materiale ad alta temperatura, detta pennacchio, del diametro di 100-250 km, localizzata e mantenuta fissa all'interno del mantello terrestre. Il magma, risalito alla superficie, darebbe origine a un'isola. Lo spostamento delle placche darebbe origine a una catena di vulcani allineati lungo il percorso della zolla, come una dorsale oceanica, ma asismica. Nello schema teorico della Tettonica a zolle, i punti caldi sarebbero pertanto dei punti fissi.

### Faglie e Placche
Un'importanza di gran lunga maggiore ebbe un articolo pubblicato su Nature nel 1965 nel quale Wilson ipotizzò il ruolo delle faglie trasformi e delle placche (in inglese, plate), a cui diede il nome. Il modello di Wilson determinò l'accettazione universale del modello di Hess dell'espansione dei fondali oceanici.

### Riconoscimenti
- Nel 1968 gli è stata assegnata la Medaglia Logan
- Nel 1968 gli è stata assegnata la Penrose Medal
- Nel 1978 gli è stata assegnata la Wollaston Medal
- Nel 1980 gli è stata assegnata la Maurice Ewing Medal

La Canadian Geophysical Union ha istituito la J. Tuzo Wilson Medal.